# 美國冒險樂園

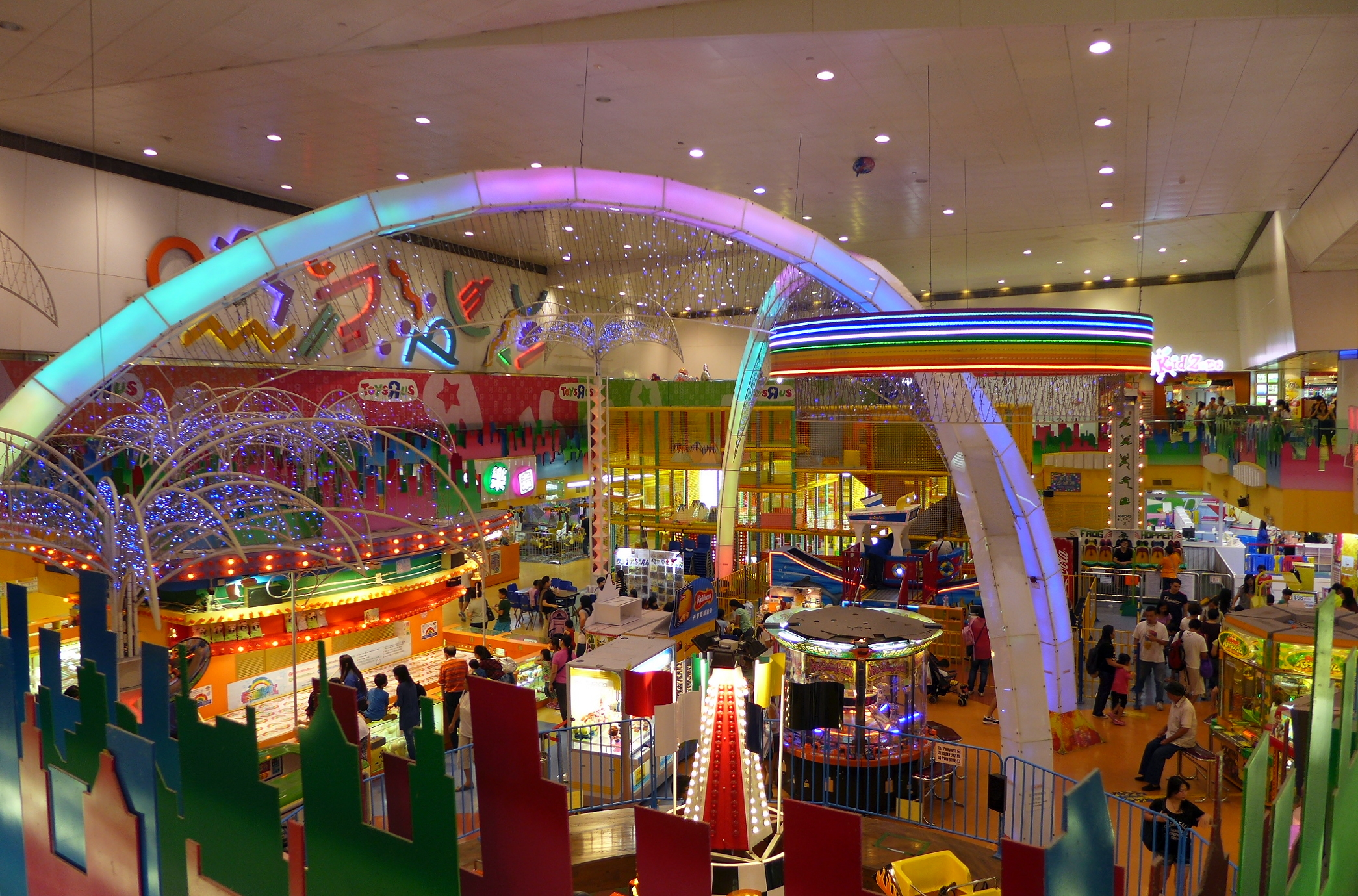
美國冒險樂園黃埔新天地旗艦店

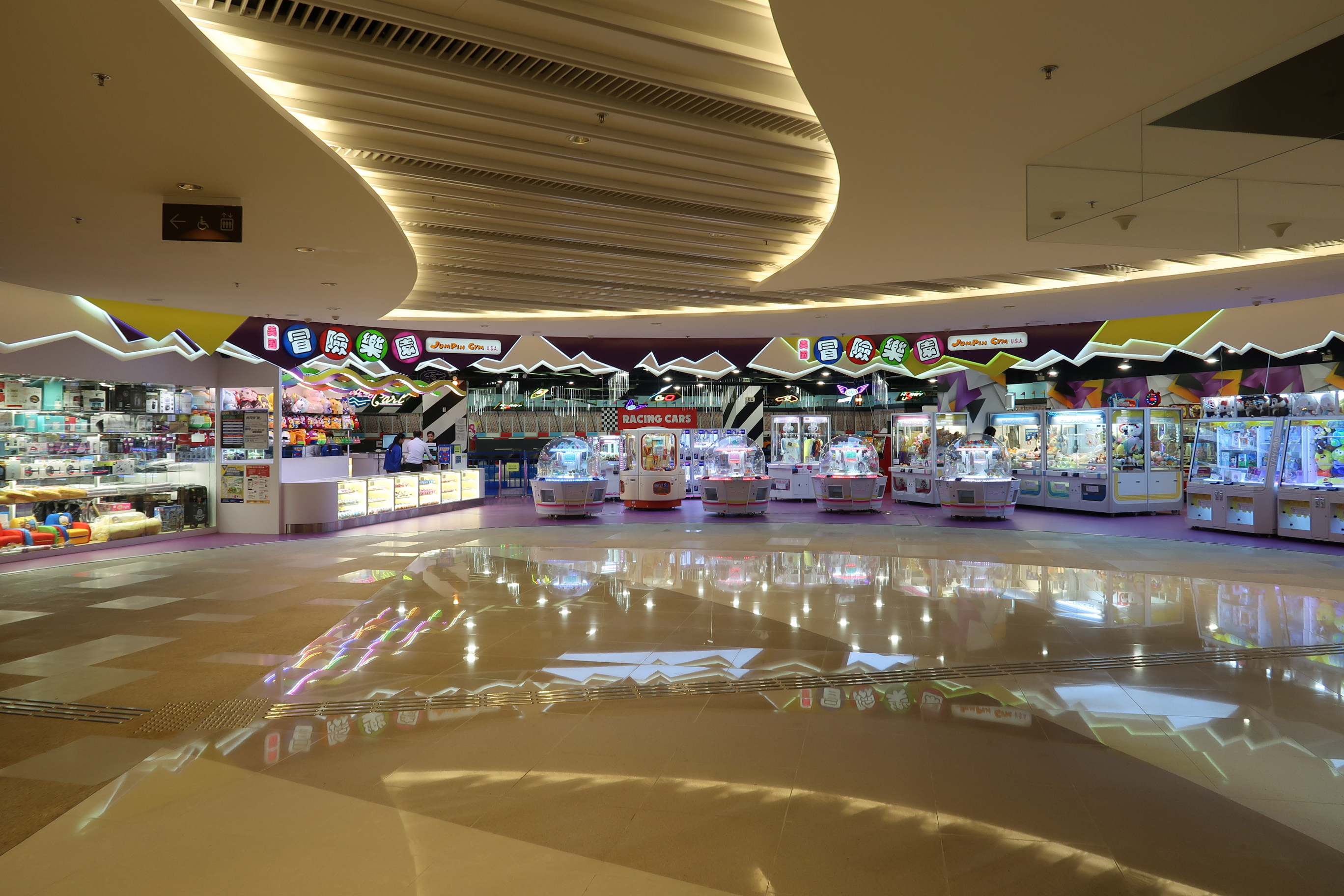
美國冒險樂園海翩滙分店面積達2萬呎

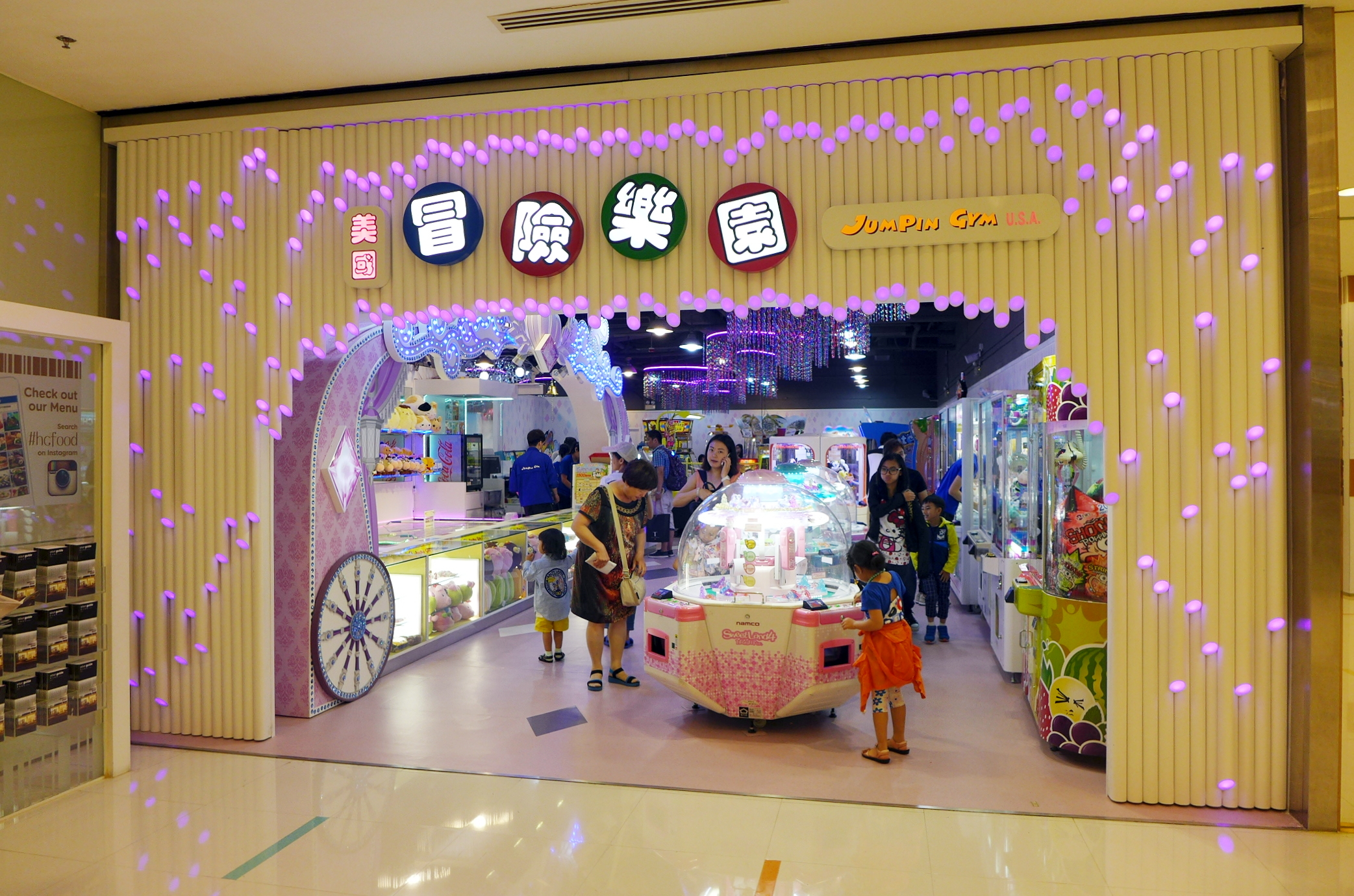
美國冒險樂園海運大廈分店

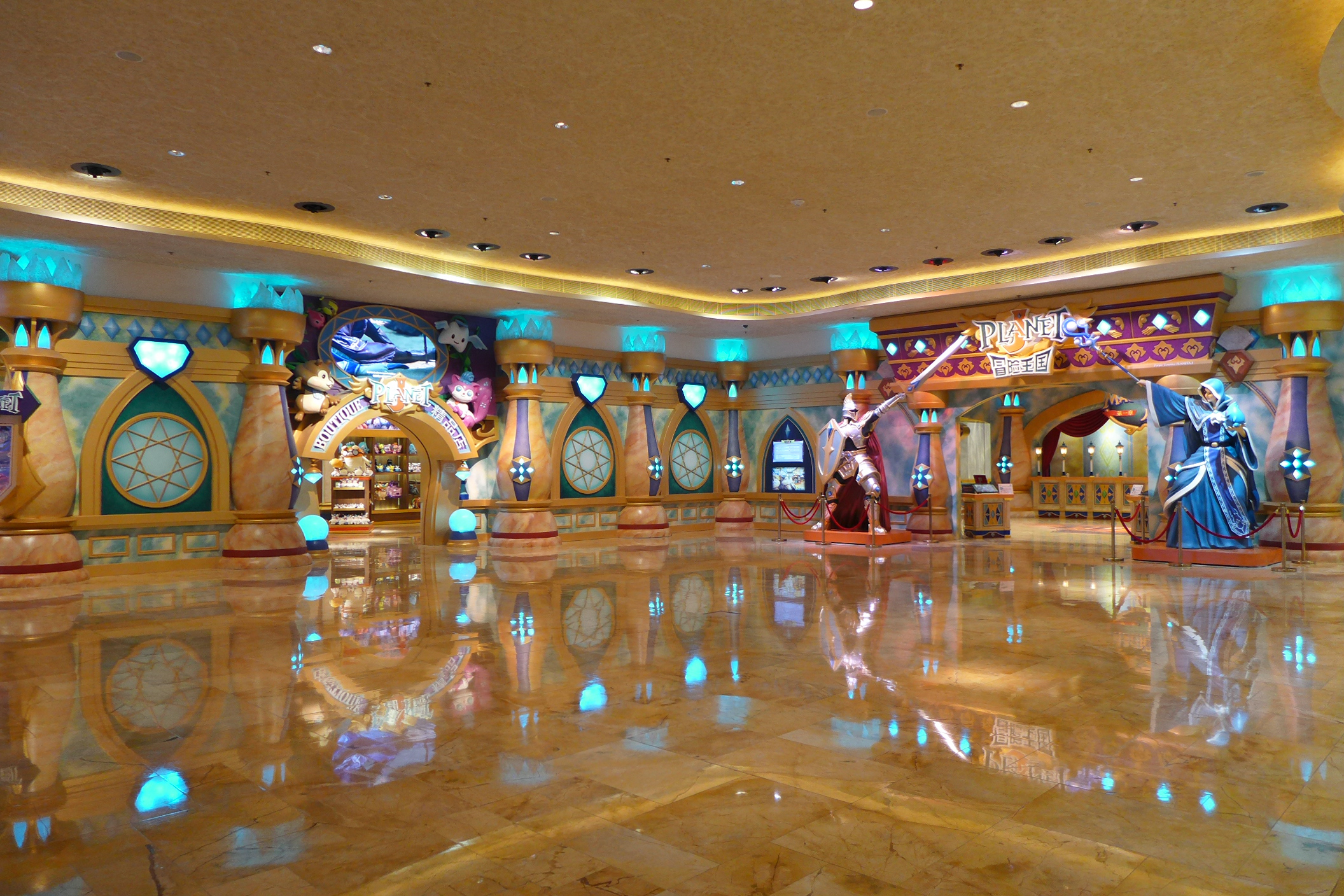
澳門倫敦人真人角色扮演主題公園Planet J（已關閉）

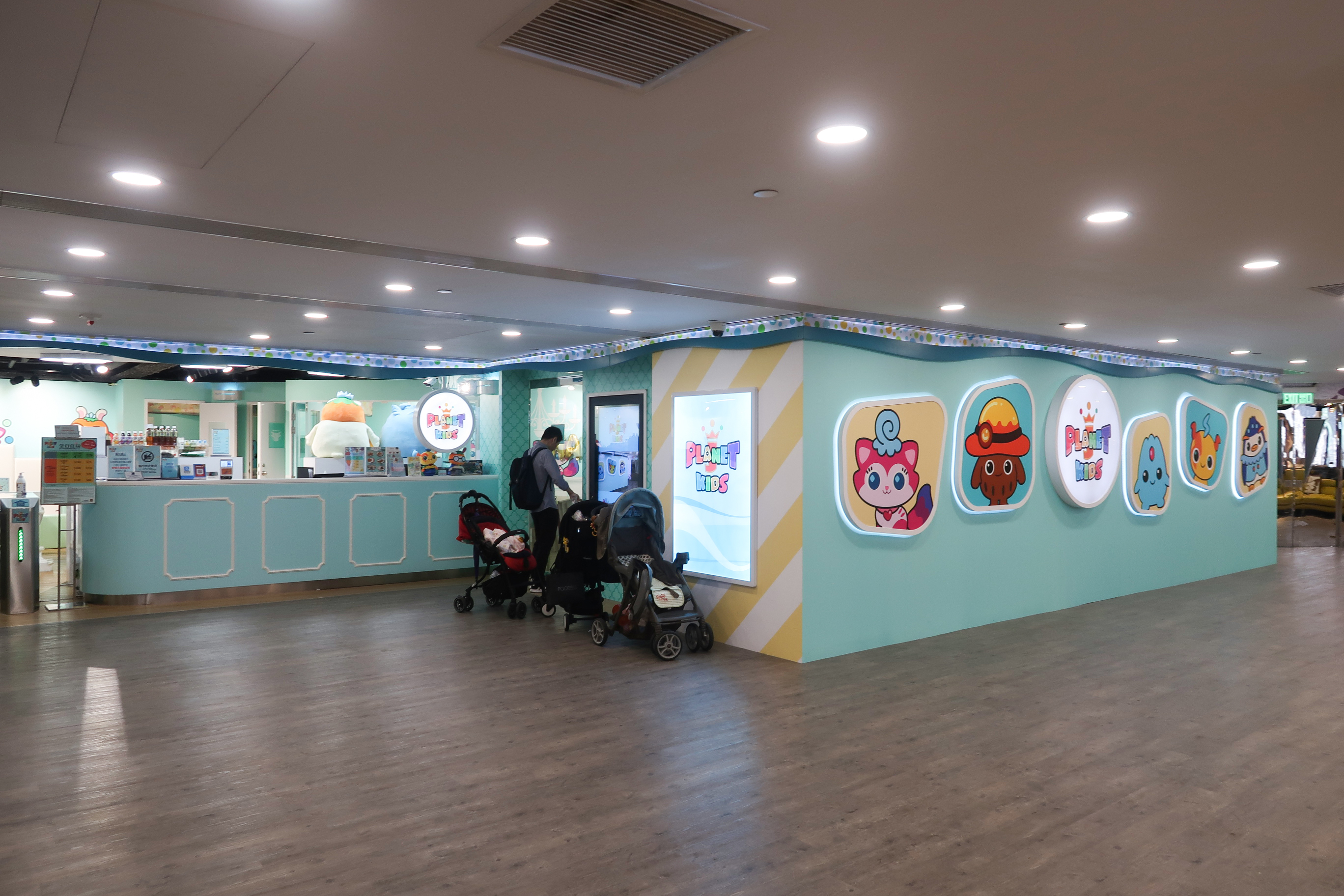
銅鑼灣皇室堡室內親子樂園Planet J Kids

美國冒險樂園有限公司（英語：Jumpin Gym U.S.A.）是香港一家連鎖式室內遊樂場公司，首家分店位於上水名都，現時在香港共設有57間分店。該公司在香港室內遊樂場行業中具領導地位，市場佔有率約90%。
雖然品牌名稱包含美國，惟該公司並非美國公司，總部設在香港九龍觀塘興業街，如同常被認為是外國品牌的太平洋咖啡，只是品牌營運理念來自美國。

## 歷史
1994年6月9日，商人陳國華及陳國富（現同為太興飲食集團副主席）在上水名都（仍運作中）成立美國冒險樂園。公司打破傳統遊樂場的經營模式，以「價廉超值」為經營理念，革新遊樂場的形象。樂園在上水開設了第一家店，因為當時上水有不同的地區和村，可以提供足夠的客戶。當時，分店命名為「冒險樂園」，之後，為了吸引人們並使其具有「外來的感覺」，分店添加「美國」兩字以鼓勵客人消費。冒險樂園於開業半年內實現利潤2億港幣，可證受上水區居民喜愛。
1994年，冒險樂園新開設了4間分店， 分別位於粉嶺名都，粉嶺中心，沙田希爾頓中心以及大埔中心。
1995年，冒險樂園在屯門市廣場，元朗廣場及嘉湖購物中心開設分店。
1996年起，美國冒險樂園舉辦「好學生獎勵計劃」，評選標準包括上課率、操行、進步分等，至今已獎勵了逾35萬名學生，並獲得學校、學生家長及社會團體支持。
1997年，每間分店均裝修成獨立主題。同年第十七間分店太古城旗艦店開業，取代原有歡樂天地旗艦店。
1999年，美國冒險樂園主要競爭對手歡樂天地破產結業。
2000年，收購另一主要競爭對手繽紛樂園。
2001年出版《冒險樂園兒童月刊》，同時以「雷電家族」為吉祥物。
2002年，旗下繽紛樂園破產結業。
2005年，成立「美國冒險樂園兒童基金」，通過贊助及舉辦籌款活動，幫助貧窮家庭的兒童解決基本生活及教育需要；同時捐助苗圃行動及香港國際社會服務，並曾於各分店擺放奧比斯及香港救助兒童會的捐款箱，現今擺放的則為「美國冒險樂園兒童基金」捐款箱。同年11月，由一群熱心參與義務工作之在職員工成立義工隊。
2006年，參與「無膠袋日」。
2006年9月，美國冒險樂園前分店經理何玉儀與男友林恆輝被控於2003年1月19日至2006年3月20日，以假名及假資料申請會員積分卡，利用職權將假積分存進該4張積分卡內，換取至少357份，共總值約64,705港元的禮品。他們被香港廉政公署拘捕後，警誡下承認串謀盜竊罪，被判80小時社會服務令。
2007年，「美國冒險樂園兒童基金」推行了「優『義』小天使」校園資助計劃。於計劃推行的2年來，得到超過30間幼稚園的支持，當中超過2000名學童義工參與各項活動，令受惠人數多達4000人，而總服務時數更接近4500小時。
2010年，開辦「『童遊冒險』團體到訪計劃」，讓更多的小孩有機會免費享用「美國冒險樂園」的設施。
2012年，美國冒險樂園開業15年於MOKO店結業。
2013年2月，美國冒險樂園於油塘大本型開設首間以全新玩樂概念作招徠的「j-plus」遊樂場。同年於「j-plus」遊樂場開辦烘焙班，之後此概念更擴展至其他美國冒險樂園分店。
2019年12月25日，美國冒險樂園主要競爭對手歡樂天地在九龍灣E-Max重開。
2020年，由於2019冠狀病毒病香港疫情，政府於2020年3月28日下午6時起下令禁止營業，為期14天，但因疫情仍然未平定，故此繼續禁止營業14天，直至2020年5月8日才開始重新營業。2020年7月15日，由於2019冠狀病毒病香港疫情再次大規模爆發，因此再次下令遊樂場所禁止營業，為期7天，但因疫情仍然未平定，故此繼續禁止營業直至疫情平定。
2020年9月，美國冒險樂園聯同其他香港室內樂園公司與立法會議員舉行會議，要求香港特別行政區政府在禁止遊樂場所營業3個月後盡快允許恢復營業。
2020年9月8日，香港特別行政區政府允許香港室內樂園於同月11日營業，距停業起已達100日。
2020年12月2日，由於2019冠狀病毒病香港疫情再次大規模爆發，分店第3次暫時停止運營，直至翌年2021年3月18日政府才重新允許營業。
2021年3月18日，油塘大本型「j-plus」遊樂場與美國冒險樂園進行合併，所有美國冒險樂園會員卡均可到「j-plus」遊樂場使用，反應相當熱烈。而由於「j-plus」遊戲卡卡主可免費升級成美國冒險樂園會員，此舉吸引不少會員。
2021年12月23日，美國冒險樂園九龍塘又一城開業，為公司近年在香港一線商場新開分店。
2022年1月，由於2019冠狀病毒病香港疫情再次大規模爆發，分店第4次停止營業。
2022年4月，「j-plus」表示因疫情導致營運困難，宣佈結業。
2023年9月20日，美國冒險樂園華都花園店重新開業，為該店結業10多年後在原位置（現Baleno）側重開。10月，網上流傳此分店爆出另類代幣經濟醜聞，有顧客質疑「擲彩虹」遊戲「代幣大過綠色」，即使用代幣完美擲中彩虹的綠色部分，玩家也永遠不會中獎，該顧客結果報警求助，最終有警員到場處理。
2023年12月23日，美國冒險樂園AIRSIDE店開業，為樂園首次在啟德新發展區開分店。
2024年4月，美國冒險樂園MOKO店開業，為樂園回歸旺角，時隔11年同場重開。
2024年下半年，美國冒險樂園在銅鑼灣金百利商場地庫，及利舞臺4樓原無印良品香港旗艦店開新店，樂園在銅鑼灣有4間分店，全位於一線地段，同時在觀塘裕民坊商場及旺角文華商場核心地段開設新分店，同年11月初，翠屏店結業，即將進駐西貢北十四鄉西沙GO PARK，為樂園首次進駐西貢，同年12月，進駐沙田新城市廣場三期，是為樂園時隔16年同場重開，亦是由希爾頓中心分店因商場翻新而搬遷而來。
2025年6月12日，冒險樂園在其Facebook專頁更新品牌名稱及商標，中文名稱刪去其中「美國」二字，而英文名稱「JUMPIN GYM U.S.A.」亦刪掉「U.S.A.」，惟公司官方網頁、門市以及在公司註冊處內的中英文名稱紀錄皆暫時未變。

## 分店

### 美國冒險樂園
截至2024年12月，美國冒險樂園於香港共設有57間分店。大部份設於大型商場內，面積不大。但其中的黃埔花園黃埔新天地旗艦店是香港最大的室內遊樂場。首間分店位於上水名都，當中天水圍+WOO嘉湖二期為第100間分店，該公司亦計劃將業務擴展至海外。
美國冒險樂園的各個分店雖然在設施上差異不大，但以往均設有各自的主題，如土瓜灣海悅廣場分店以「尋寶地帶」為主題, 上水名都分店以「海洋」為主題。但自2011年起，除上水總店外, 所有分店均不再設有各自的主題,不過近年冒險樂園開始有各自主題,例如新都會廣場冒險以「日本」為主題
2006年，該公司曾計劃投資1億港元在九龍灣企業廣場五期的MegaBox18樓全層興建一個逾10萬平方呎的室內主題公園，可容納3000至4000人，將成為香港最大的室內主題公園。但計劃最終未能成事，店舖改為租予加州健身至2016年7月。2020年，美國冒險樂園主要競爭對手歡樂天地在九龍灣MegaBox12樓開分店。

#### 分店分佈
新界區（31間）：將軍澳MCP CENTRAL（新都城中心二期）、將軍澳翩滙坊、將軍澳將軍澳廣場、將軍澳東港城、屯門蝴蝶廣場、荃灣悅來坊、荃灣愉景新城、荃灣如心廣場二期、荃灣千色匯、荃灣荃新天地、沙田禾輋廣場、青衣城、青衣長發廣場、元朗朗屏商場、大埔大埔超級城、大埔富善商場、天水圍+WOO嘉湖二期、屯門良景廣場、屯門友愛邨（愛定商場）、屯門時代廣場、屯門華都大道、屯門V city、上水名都商場(首分店)、粉嶺中心、馬鞍山新港城中心4期、馬鞍山新港城中心5期、元朗千色匯千色Citistore、葵芳新都會廣場、元朗廣場、西貢北十四鄉西沙GO PARK、沙田新城市廣場、荃灣廣場、東涌東薈城
九龍區（19間）：黃埔花園、尖沙咀海港城海運大廈、土瓜灣翔龍灣廣場、 、鑽石山荷里活廣場、慈雲山中心、深水埗西九龍中心、大角咀奧海城二期、太子始創中心、九龍灣淘大花園、九龍塘又一城、大角咀港灣豪庭、油塘鯉魚門廣場、藍田啟田商場、觀塘裕民坊、
啟德AIRSIDE、旺角MOKO、旺角文華中心、旺角彌敦道700號（T.O.P）、樂富廣場
港島區（7間）：太古城中心（港島區旗艦店）、小西灣藍灣廣場、北角匯、銅鑼灣利舞臺廣場、金百利商場、黃竹坑港島南岸The Southside商場

### Planet J

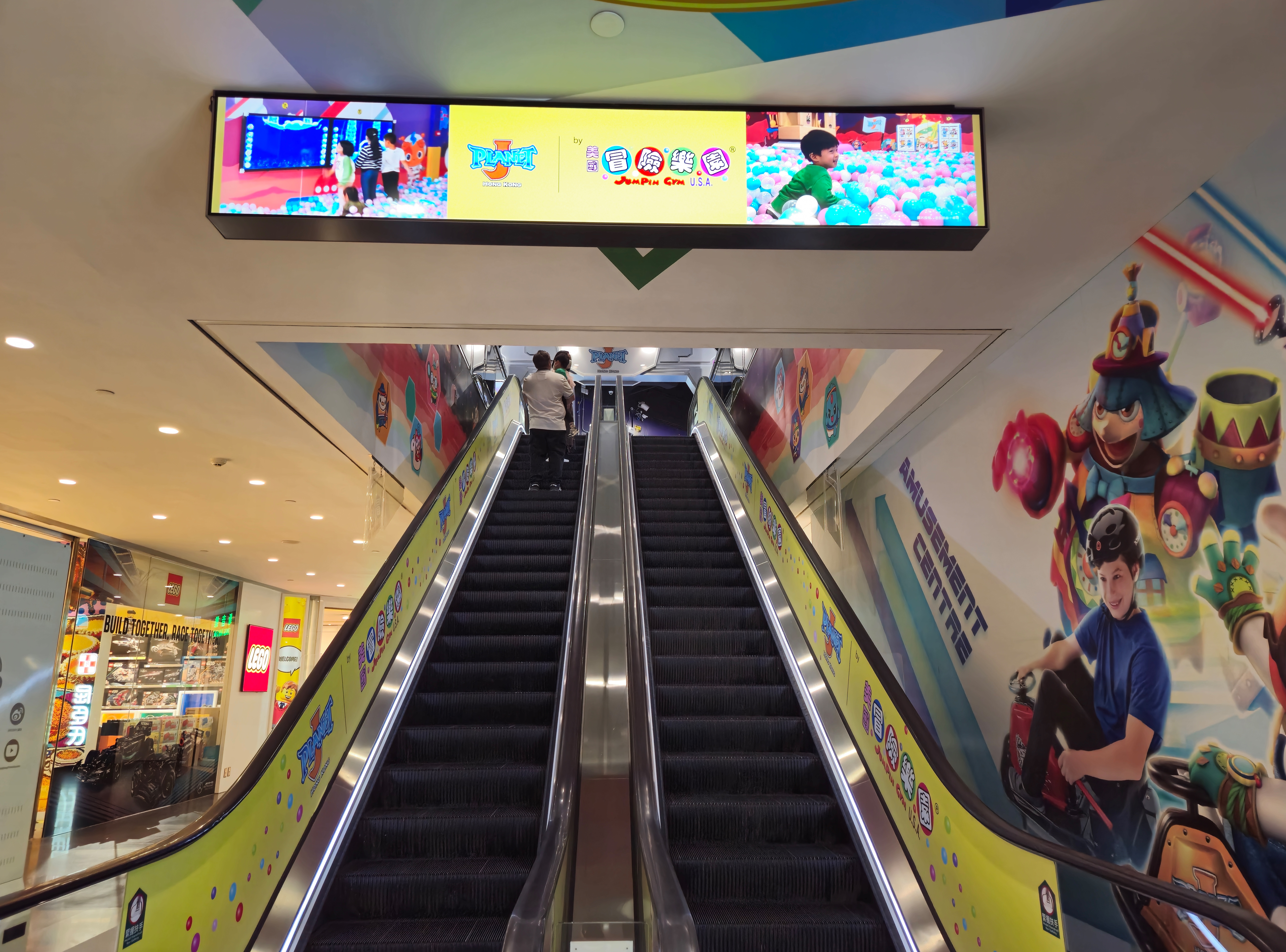
香港時代廣場Planet J入口

在2015年春季，公司投資超過澳門幣10億元，在澳門倫敦人開設全球首個以玩家為中心的真人角色扮演主題公園「Planet J」冒險王國，佔地達9,300平方米，設超過200款遊戲裝置。
2018年3月，在香港銅鑼灣皇室堡開設佔地4000呎的室內親子樂園「Planet J Kids」。到2019年2月，在銅鑼灣時代廣場9樓開設一站式室內遊樂場「Planet J」，設多個由「Planet J」團隊自行開發的大型VR遊戲。
2021年6月，「Planet J」表示因疫情導致營運困難，澳門店及銅鑼灣皇室堡店宣佈結業，銅鑼灣時代廣場照常營業。2025年，Planet J 結業。

### j-plus遊樂場
「j-plus」遊樂場設於油塘大本型，原以全新概念打造各種年齡層都可以樂在其中，點數(代幣)價格亦比美國冒險樂園便宜，以免費會籍吸引大量會員入會。遊樂場內的彈跳迷宮大小更是只僅次於美國冒險樂園黃埔旗艦店；而夾公仔機數目到目前為止比全港所有美國冒險樂園分店要多。「j-plus」遊樂場於2021年正式加入美國冒險樂園分店，所有美國冒險樂園會員卡都可以在j-plus遊樂場使用。比較同區及附近各室內遊樂場中心，j-plus遊樂場為最大規模。2022年4月，「j-plus」表示因疫情導致營運困難，宣佈結業。

## 遊戲代幣

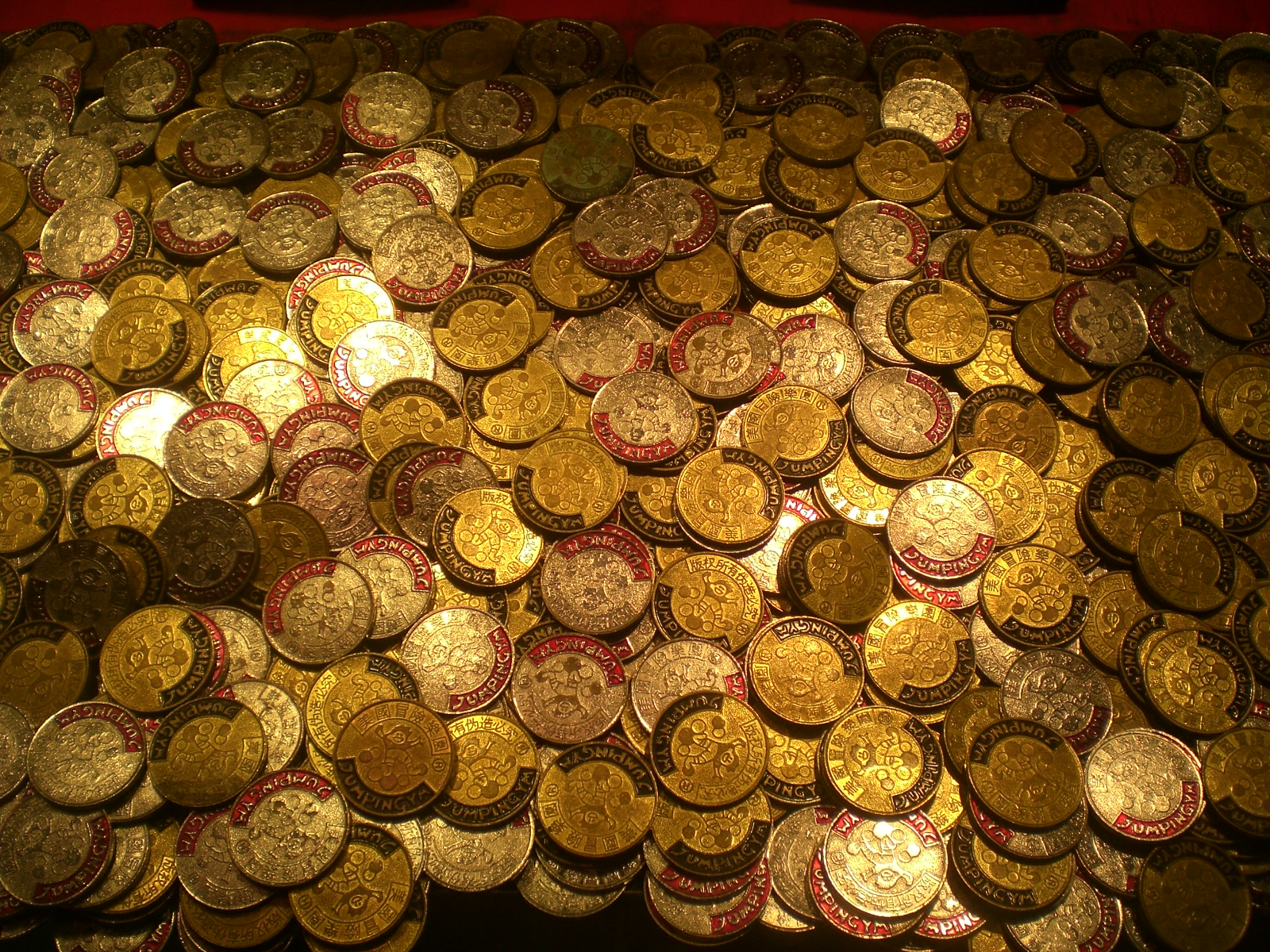
美國冒險樂園的代幣

美國冒險樂園的遊戲代幣正價為每枚2港元（即2兌1），收費自開業以來維持不變，而且不能退換成貨幣。有鑒於顧客對使用電子貨幣的需求，近年來，美國冒險樂園一改以往只接受以現金購買遊戲代幣，改為當顧客購買等值600元或以上遊戲代幣時，即可選擇以電子貨幣（如︰信用咭、支付寶等）支付。
美國冒險樂園為吸引顧客購買大量代幣耍樂，向一次過購買大量代幣的會員提供優惠，但此舉則被一些持會員卡的顧客（一般為家庭主婦、老人、學生）利用，他們向官方購買大量代幣後再以較官方為低的售價（一般為每枚1/1.25/1.5港元），將自己購入的代幣轉售予他人（一般是非會員及購買少量代幣者），而部份轉售者更會容許顧客將未用完的代幣退換成現金。由於冒險樂園管理層認為顧客轉售代幣有損公司利益，故在店內明文規定此舉屬於違例，並加強購買大量代幣的推廣。但由於部分轉售者之代幣售價仍較購入價高，在過程中亦可獲得利潤，故此轉售代幣情況仍禁之不絕，甚至全香港各區之分店均會出現這情況。
即使有些分店沒有這樣的情況發生，但美國冒險樂園內的遊戲設施仍吸引家庭主婦及老人圍觀參與。錫安社會服務處於2006年10月至2007年3月的「香港婦女與有獎家庭娛樂中心」研究報告顯示有28%受訪者每月光顧遊戲中心（包括美國冒險樂園）超過20次，接近80%每次消費最少100港元，更有一位已退休的老人每月花20,000港元在遊戲中心內玩遊戲。

## 生日會服務
除此之外，美國冒險樂園亦有提供生日派對服務，並以其寬敞的空間和豐富的遊樂設施而受到家長和小朋友的青睞。由於舉辦生日派對的分店通常是大型分店，這些分店不僅空間寬敞，而且裝設有各種機動遊戲和其他娛樂設施。按照不同的網上評價，能夠讓小朋友們盡情遊玩，享受快樂的時光。
收費方面，冒險樂園生日會提供不同派對套餐，家長可以根據派對的規模和預算來選擇合適的套餐。每個套餐都包括入園門票、專屬的派對區域、基本的派對裝飾以及飲食安排，具體的收費會根據所選套餐的不同而有所差異。

## 會員制度
美國冒險樂園設有會員制度，顧客只需以港幣$30申請兩年會籍，便可以較少獎票換領各項禮品，種類超過1000款，包括家具和名牌家庭電器。公司設有採購部門，有別於其他一般室內遊樂場及嘉年華活動。
2000年起推行「會員智能咭系統」，減低了傳統式紙張獎票的使用量。截至2005年，該公司指已節省紙張重量超過1千噸。現行使用的紙張獎票已改用環保再造紙。

## 境外業務
2016年初，美國冒險樂園在澳門成立全球首個由玩家主導的室內主題樂園「Planet J 冒險王國」，是澳門本土第一間主題樂園。樂園佔地100,000平方呎，由8個不同的主題園區組成，擁有超過200種互動遊戲裝置。Planet J冒險王國打破冒險樂園以往的營運模式，採用了冒險遊戲的模式，玩家可以親身參與到故事情節當中並影響其發展。2021年6月，「Planet J」表示因疫情導致營運困難，宣佈結業。

## 其他業務
自2000年代初，美國冒險樂園不斷擴展業務，並成立冰淇淋專門店「伯伯加奴」（Pappagallo）、及大型網吧「冒險機地」（Jumpinstation）。其中伯伯加奴為美國冒險樂園分店內唯一的冰淇淋專門店。
2008年初，進軍麵包王國「麵包新語Bread Talk」，在大陸市場擁有10間分店，成為麵包新語中國華南區總代理。
2008年，入股太興集團，成立太興集團，並擔任副主席。
2011年，創立HEY.YO喜乳酪品牌。
在1990年代，美國冒險樂園利用「鄉村圍城市，最終獲得城市」的政策來壓制競爭對手歡樂天地，成為香港連鎖式室內遊樂場公司的領導者。
美國冒險樂園於2000年代向利豐集團收購當時其主要競爭對手繽紛樂園，並於2002年2月把繽紛樂園結束營業。造成二百名員工失業，估計約有四萬名顧客損失超過二億張獎票及代幣。

## 影視取景
2002年香港電影《男人四十》在黃埔花園旗艦店取景。